# 1995 KL1
1995 KL1 är en asteroid i huvudbältet som upptäcktes den 31 maj 1995 av den australiensiske astronomen Robert H. McNaught vid Siding Spring-observatoriet.
Asteroiden har en diameter på ungefär 6 kilometer och den tillhör asteroidgruppen Phocaea.